# Kloster Eschelbach
Das Kloster Eschelbach in Eschelbach an der Ilm im Gemeindebereich von Wolnzach war eine Niederlassung der Don Bosco Schwestern.

## Geschichte
1853 wurde Kloster Eschelbach von dem Pfarrer Mißlinger als Anstalt für Knaben begründet. Bereits 1867 ging es an die Schwestern vom Göttlichen Erlöser und seit 1924 stand das Kloster unter der Verwaltung der Don Bosco Schwestern. Anfangs wurde es als Mädchen-Erziehungsanstalt genutzt, später betrieb der Trägerverein Institut Maria Hilf hier einen Kindergarten und einen Kinderhort.
Nach Räumung des Klosters im März 1944 für „kriegswichtige Zwecke“ wurden dort ab 12. Dezember in einer mit Stacheldraht umzäunten Baracke im Hof 40 KZ-Häftlinge interniert. Dieses KZ-Außenlager Eschelbach des Konzentrationslagers Dachau sollte unterirdische Kabel bis Pfaffenhofen verlegen. Das Lager wurde am 4. April 1945 aufgelöst, die Gefangenen ins KZ Dachau überstellt. Ein Gerichtsverfahren fand nie statt, die Spuren wurden beseitigt, Anfang des Jahrtausends erinnerte nichts an das Lager.
Bis 2009 lebten acht Schwestern in dem Kloster, seitdem stand es leer. Im Sommer 2019 wurde das Kloster abgerissen.